# Mbane
Mbane est une localité du nord du Sénégal, située à une trentaine de kilomètres au sud de Richard-Toll.

## Administration
Mbane est le chef-lieu de la communauté rurale de Mbane et de l'arrondissement de Mbane, dans le département de Dagana (région de Saint-Louis).

## Géographie
Mbane est situé sur la rive orientale du lac de Guiers.
Les localités les plus proches sont Naere, Nder, Nieti Yone, Temeye Salane, Mbane Eleana et Saninte.

### Population
Lors du dernier recensement, Mbane comptait 1 707 habitants et 199 ménages.

### Activités économiques
Pour le moment on accède à Mbane par quelques kilomètres de piste en latérite, mais une route goudronnée reliant Bambey est en projet.
Les ressources locales proviennent essentiellement de la pêche artisanale dans le lac de Guiers, de l'élevage, de l'agriculture et du commerce.